# 圣马洛德拉朗德
圣马洛德拉朗德（法語：Saint-Malo-de-la-Lande，法語發音：[sɛ̃ malo də la lɑ̃d]）是法国芒什省的一个市镇，属于库唐斯区。

## 地理
圣马洛德拉朗德（49°4'15"N, 1°32'25"W）面积4.01 平方千米，位于法国诺曼底大区芒什省，该省份为法国西北部沿海省份，西、北、东北三面环大西洋，东起顺时针与卡爾瓦多斯省、奧恩省、马耶讷省和伊勒-维莱讷省接壤。
与圣马洛德拉朗德接壤的市镇（或旧市镇、城区）包括：滨海布兰维尔、阿贡-库坦维尔、格拉托、谢讷河畔图维尔。

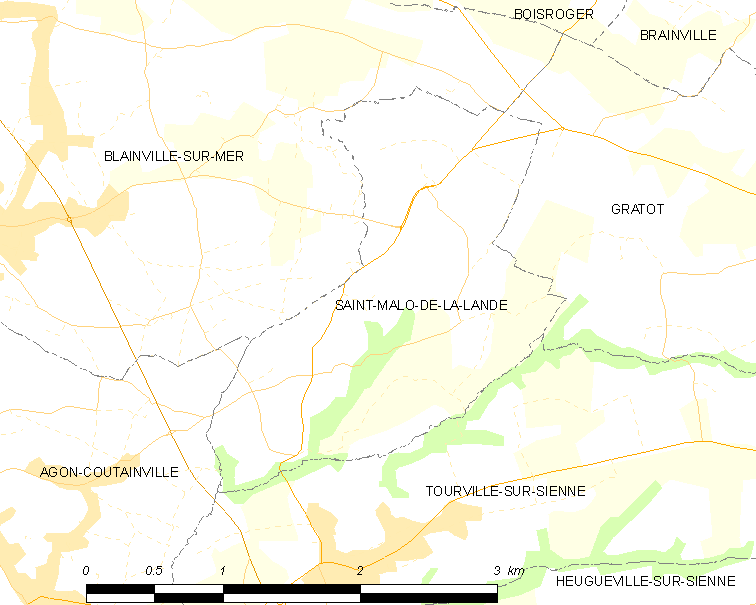
圣马洛德拉朗德的OSM定位图

圣马洛德拉朗德的时区为UTC+01:00、UTC+02:00（夏令时）。

## 行政
圣马洛德拉朗德的邮政编码为50200，INSEE市镇编码为50506。

## 政治
圣马洛德拉朗德所属的省级选区为阿贡-库坦维尔县。

## 人口

1962-2008年间圣马洛德拉朗德人口变化图示

圣马洛德拉朗德于2022年1月1日时的人口数量为462人。